# Idaea brunnea
Idaea brunnea là một loài bướm đêm trong họ Geometridae.